# Pavel Konovalov
Pour les articles homonymes, voir Konovalov.
Pavel Konovalov (en russe : Павел Коновалов), né le 13 février 1960 dans l'Oblats de Rostov, est un athlète soviétique, spécialiste du 400 mètres.

## Biographie
Concourant pour l'Union soviétique, il s'adjuge le titre individuel du 400 m des Championnats d'Europe en salle de 1982, à Milan. Crédité de 47 s 04, il devance le Hongrois Sándor Újhelyi et l'Espagnol Benjamín González.
En relais 4 × 400 mètres en plein air, il est médaillé d'argent aux championnats d'Europe juniors de 1979 et médaillé de bronze aux championnats d'Europe élites de 1982.

### Palmarès
| Date | Compétition                    | Lieu  | Résultat | Épreuve | Performance |
| ---- | ------------------------------ | ----- | -------- | ------- | ----------- |
| 1982 | Championnats d'Europe en salle | Milan | 1er      | 400 m   | 47 s 04     |

### Records
| Épreuve | Épreuve   | Performance | Lieu    | Date             |
| ------- | --------- | ----------- | ------- | ---------------- |
| 400 m   | Plein air | 45 s 84     | Athènes | 9 septembre 1982 |
| 400 m   | Salle     | 46 s 87     | Milan   | 6 mars 1982      |